# محوطه قاباخ دم
محوطه قاباخ دم مربوط به عصر مس - سده‌های میانه دوران‌های تاریخی پس از اسلام است و در شهرستان ملکان، بخش مرکزی، دهستان گاودول مرکزی، جنوب غرب روستای عباس‌آباد واقع شده و این اثر در تاریخ ۲۷ بهمن ۱۳۸۷ با شمارهٔ ثبت ۲۴۷۶۵ به‌عنوان یکی از آثار ملی ایران به ثبت رسیده است.